# Pflanzerkultur

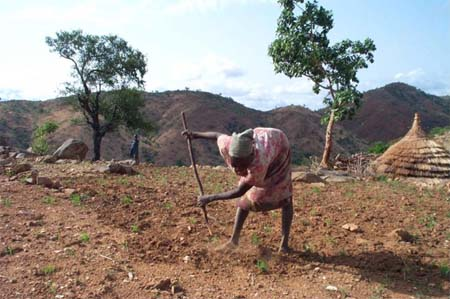
Zeitgenössischer Pflanzbau mit Grabstock bei den Nuba im Sudan

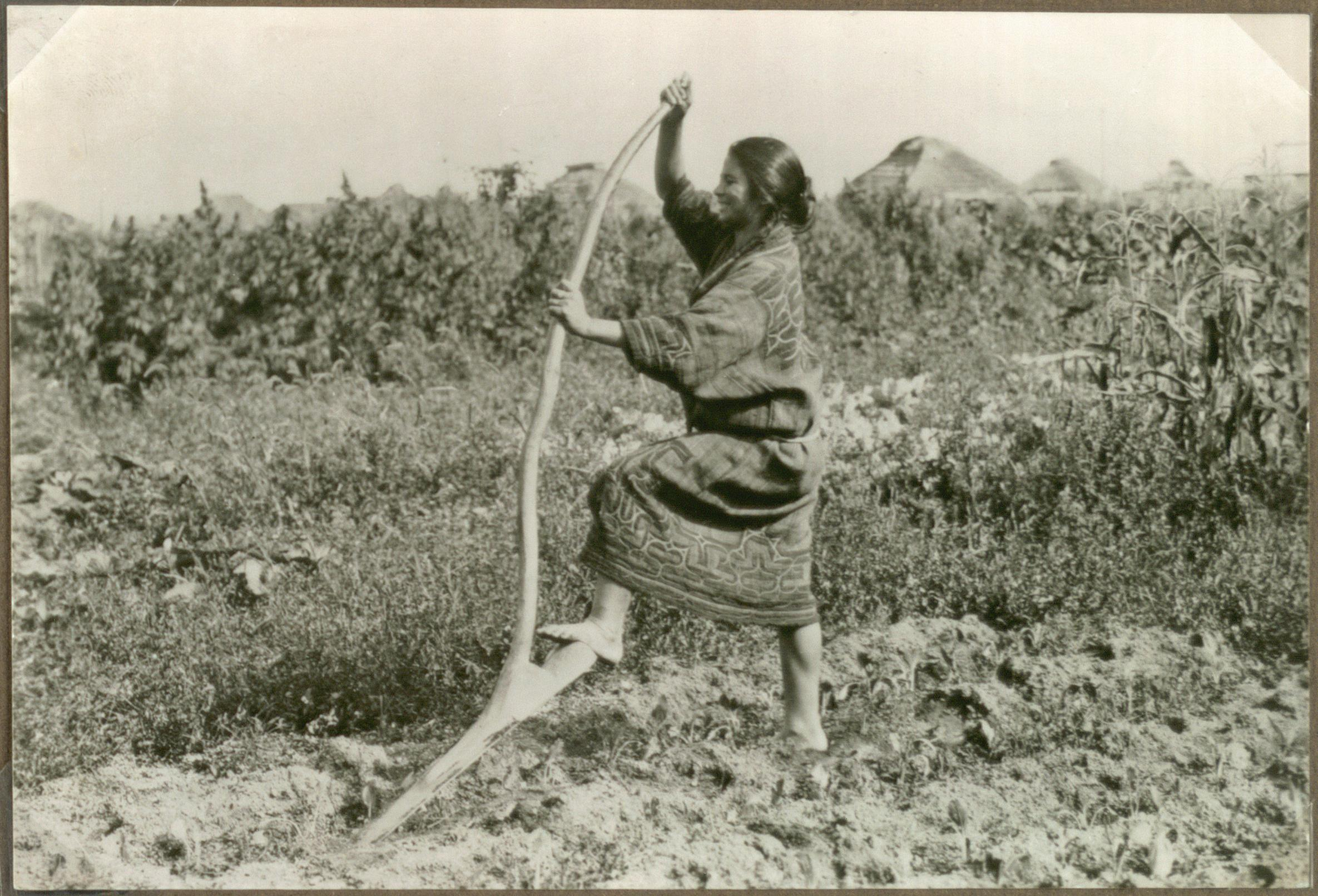
Ainu-Frau bei der Arbeit mit fortgeschrittenem Grabstock, ähnlich einem Inka-Grabstock

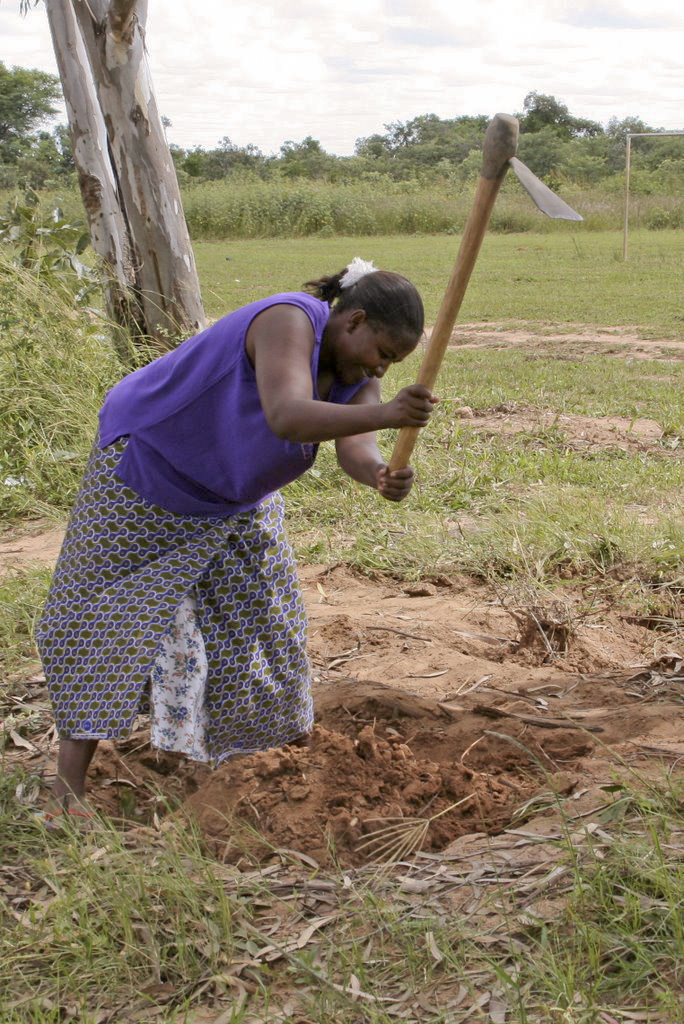
Zeitgenössischer Pflanzbau mit einer Hacke in Sambia

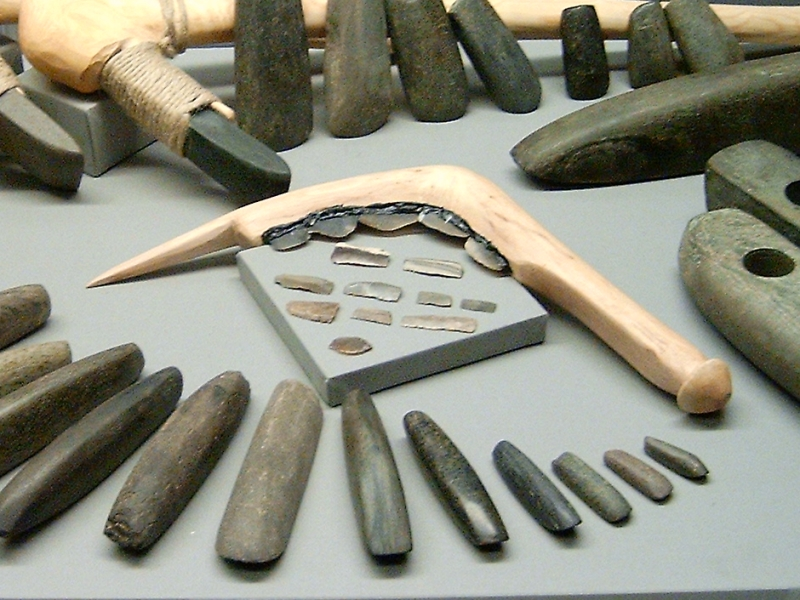
Neolithische Sichel und Beil-Köpfe

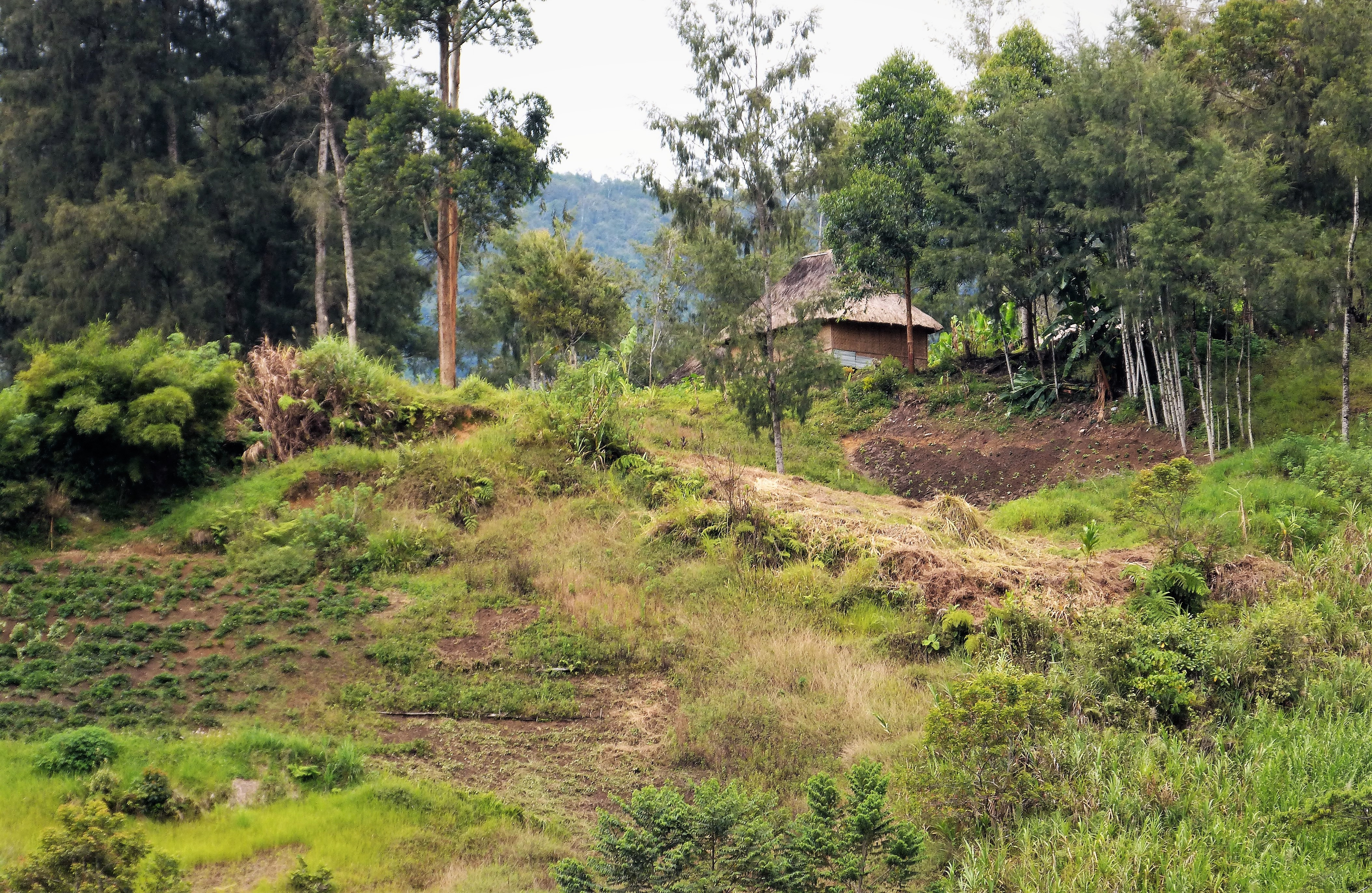
Hütte mit Garten auf Papua-Neuguinea

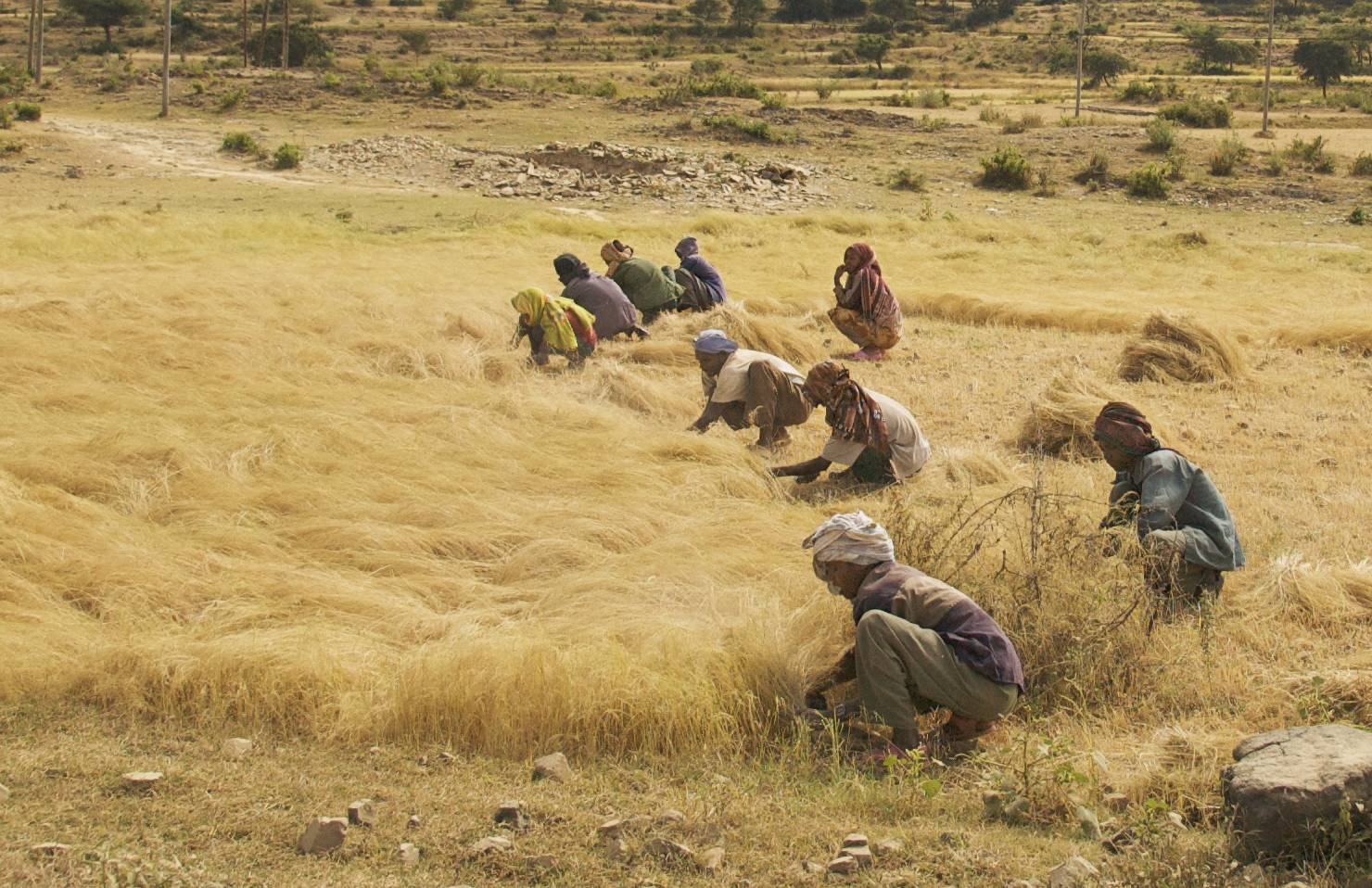
Händische Hirse-Ernte beim Feldbau in Nord-Äthiopien. Die Bewohner dieser trockenen Region sind Agropastoralisten.

Pflanzerkulturen sind (vorwiegend historische) Kulturen menschlicher Gesellschaften, die Pflanzenanbau nur mit Handgeräten, also ohne Pflug, betreiben. Es wird lediglich für den Eigenbedarf produziert (Subsistenzwirtschaft).
Die ältesten landwirtschaftlichen Kulturen waren die Pflanzerkulturen der Jungsteinzeit. In einigen Entwicklungsländern hat sich diese „traditionelle“ Wirtschaftsform und Kultur bei mehr oder weniger isolierten Völkern im Wesentlichen bis in die Gegenwart erhalten.

## Landwirtschaft
Es werden zur Bodenbearbeitung nur Grab- bzw. Hackstöcke oder Hacken verwendet; zur Ernte Sicheln.
Böden wechselt man, wenn sie ausgelaugt sind, entweder durch Standortwechsel (Wanderfeldbau) oder durch Nutzungswechsel (Umlage-Feldbau), also durch den Anbau anderer Pflanzenarten oder durch Weidenutzung (auch nach natürlicher Wiederbegrünung), oder durch Nutzungsunterbrechung, also Brachliegenlassen.
Bewuchs (Wald, Buschwerk) wird v. a. überirdisch beseitigt, d. h. die Wurzeln und Stümpfe bleiben im Boden (so genannter Schwendbau) oder durch Rodung, entweder durch Fällen oder durch Abbrennen (Brandfeldverfahren). Die Asche wirkt dann als einmalige Düngung.
Pflanzerkulturen waren Gartenbauer, d. h., dass sie sich auf die Kultivierung kleiner hausnaher „Gärten“ beschränkten, und/oder sie betrieben Feldbau, bearbeiteten also größere Bereiche außerhalb der Siedlung.
Angebaut werden noch heute ganzjährig v. a. Knollenpflanzen, Gemüsepflanzen wie Kürbisgewächse oder Früchte in den Tropen sowie in den Jahreszeitenklimaten saisonal und mit Vorratshaltung verbunden Bohnen oder Getreide wie Weizen, Hirse oder Mais. Je nach Art der Pflanzen wird gesät oder es wird ein Steckling gesetzt (z. B. beim Reisanbau; sogenannter Pflanzbau). Oft werden auch verschiedene Pflanzenarten durch Einzelkorn-Saat synergetisch kombiniert, zum Beispiel die „Drei Schwestern“ Mais, Kürbis und Bohnen bei den Irokesen oder auf den Milpa-Feldern mittelamerikanischer Indigener.
Pflanzer düngen in der Regel den Boden nicht kontinuierlich (daher Wanderfeldbau und Umlage-Feldbau). Bei fortentwickelten Formen wird jedoch natürlich, u. a. organisch, gedüngt, so zum Beispiel bei den Chinampas der Azteken oder bei den Hochbeeten, den sogenannten Camellones der südamerikanischen Muisca. Dort wird regelmäßig fruchtbarer Schlamm, gedüngt u. a. durch Fischkot, aus naheliegenden Bewässerungskanälen auf die Beete verteilt.
Eine weitere Form der intensivierten Bodennutzung in Pflanzerkulturen ist die gezielte Herstellung fruchtbarer Humusböden in Gegenden mit ursprünglich schlechter Bodenqualität, zum Beispiel die Produktion von Terra preta im Amazonasbecken, eine Technik, die man in moderner, alternativer Landwirtschaft wieder aufgreift.

## Gesellschaft
Die extensive Form des Bodenbaus auf verhältnismäßig großen Nutzflächen erlaubt i. d. R. nur geringe Bevölkerungsdichten und relativ kleine Siedlungsgrößen (Punktuelle Ausnahme: Milpa-, Chinampa- und Camellon-Feldbau, die Basis der mittel- und südamerikanischen Hochkulturen). Die relativ kleinen Gruppen der Pflanzerkulturen waren in Großfamilien bzw. Clans gegliedert, für die Verwandtschaft und Heiratsregeln wesentlich sind. Erst in einer Zeit, in der vielleicht schon der Pflug eingeführt oder der Feldbau mit Hacken intensiviert wurde, entstanden Großsiedlungen wie in der Cucuteni-Tripolje-Kultur.

## Wohnen
Wanderfeldbau erlaubt keine dauerhaften Siedlungsstrukturen. So wird der leichte Shabono der Yanomami regelmäßig erneuert. Die Feldbau treibenden Irokesen dagegen wohnten sesshaft in palisaden-umwehrten Dörfern mit Langhäusern, ähnlich z. B. den neolithischen, linearbandkeramischen Bauern Europas. Verbreitet sind Konstruktionen aus pflanzlichen Werkstoffen (Holz, Blattwerk, Stroh) und relativ vergängliche Lehmflechtwerkwände. In der Levante finden sich auch stabilere Bauten aus Lehmziegeln (z. B. Çatalhöyük) oder Stein (z. B. Jericho).

## Weltanschauung
Das agrarische Weltbild kreiste vor der Missionierung um das Ideal der Fruchtbarkeit und die Beziehung zur Erde. Konsequent hebt man in der Religionswissenschaft die andauernde, seit dem Paläolithikum vorfindliche Verehrung der ältesten Verkörperung der Fruchtbarkeit, der Mutter hervor, die weiter als wesentliche Fruchtbarkeitsgottheit, als Mutter- oder Erdgöttin in Erscheinung tritt. Auch in der New-Age-Szene bzw. dem „Goddess Movement“ trifft man folglich auf ein erneutes Interesse an Pflanzerkulturen.
Ein typischer Mythos zur Erklärung der Entstehung der Nutzpflanzen ist die Opferung einer Dema-Gottheit, z. B. Hainuwele oder Tuna, aus deren Zerstückelung bzw. Opferung dann die Pflanzen entstehen.
Der Psychologe Wilhelm Wundt brachte in seiner Völkerpsychologie (1912) die Pflanzerkulturen mit der sogenannten „totemistischen Stufe“ in Verbindung (eine von vier Kulturstufen, die er postulierte). Dieses Konzept wird von einem Autor der Psychohistorie, Ludwig Janus, aufgegriffen und wie folgt referiert: Als „politisch-gesellschaftliche Organisation“ nimmt er eine „komplexere Standesorganisation“ an: „Häuptlingschaft wird wichtiger, Stämme fühlen sich als Einheit, sind kompliziert gegliedert, haben exogame Heiratsformen“. Auch magisches Denken, Nagualismus und Ahnenkult wird assoziiert: „Glaubensinhalt: Ein Tier wird als Ahnentier der Gruppe gedacht, es sei nun Sitz der Zauberkräfte, sei Schutztier. Daneben gibt es Schutzgeister. Ursachen: Verkörperung der Seele eines Ahnen oder eines schützenden Wesens in einem Tier und in der Folge in einem Gegenstand (Totem).“ Heute werden Wundts Hypothese jedoch Mängel bezüglich der soziologischen Einbindung der Aussagen und an empirischen Nachweisen vorgeworfen.
Kunz Dittmer bringt in seiner „Allgemeinen Völkerkunde“ (1954) funktional Totemismus in seinen entwickelteren Formen mit Bodenbau und Pflanzern in Verbindung.
Heute noch existierende Pflanzerkulturen halten z. T. beharrlich an den tradierten Riten und Mythen fest, z. B. die Asmat im Dschungel Neuguineas.

## Geschichte
Mit Pflanzerkulturen beginnt die so genannte „Neolithische Revolution“, d. h. die langsame aber epochale Verdrängung der althergebrachten, Jahrmillionen alten extraktiven Lebensweise mittels Jagen und Sammeln durch die Produktion und Speicherung von Nahrungsmitteln in Form von Pflanzenbau und Viehhaltung.
Mit der Entwicklung des Pflugs, also einer intensiveren Form der Bodennutzung, die vermutlich seit den sesshaften Linienbandkeramikern existiert, wird die Grundlage für Bevölkerungswachstum, arbeitsteilige Siedlungen und dann größere Städte und damit die ersten Hochkulturen gelegt. Diese sehen manche schon in der sogenannten Donauzivilisation, andere erst in den Kulturen Mesopotamiens und des Nils.
Heute noch existieren Pflanzerkulturen befinden sich vielerorts durch die moderne maschinell, chemisch und gentechnisch unterstützte Landwirtschaft und die darauf aufbauenden Gesellschaftsformationen unter Druck und auf dem Rückzug.
Während Pflanzer verhältnismäßig wenig in die Umwelt eingreifen und ihre Wirtschaftsform daher ökologisch relativ verträglich sind, hat sich dies heutzutage dramatisch geändert, z. B. durch Bodenverarmung. Es wird allerdings angenommen, dass selbst Pflanzerkulturen, wie die der Maya, u. a. durch übermäßige Ausbeutung der Umwelt kollabierten.

## Beispiele
Pflanzerkulturen existieren seit dem frühen präkeramischen Neolithikum, heutzutage v. a. in wärmeren Klimaten. Die mittel- und südamerikanischen Hochkulturen (Maya, Azteken, Inka) z. B. waren Pflanzerkulturen. (In Ägypten dagegen verwendete man im Ackerbau den mit Tieren gezogenen Pflug.) Den historischen Pflanzerkulturen vergleichbare, früher sogenannte „Naturvölker“ finden sich als weitgehend oder ganz isolierte Völker heute noch, z. B. in Papua-Neuguinea die Mundugumor oder die Eipo, oder im Amazonasgebiet z. B. die Yanomami und die Sateré-Mawé, die Feldbau (Wanderfeldbau, Plantagenbau) in Verbindung mit Jagen und Sammeln praktizieren.